# Gemeinsamer Güterwagenpark
Der Gemeinsame Güterwagenpark (russisch Общий парк вагонов (ОПВ), Obschtschi Park Wagonow (OPW)) war eine auf der Grundlage eines 1963 unterzeichneten Abkommens zwischen den europäischen Eisenbahnverwaltungen der Organisation für die Zusammenarbeit der Eisenbahnen (OSShD) über die Bildung und gemeinsame Nutzung des Gemeinsamen Güterwagenparks der Mitgliedsländer des RGW geschaffene Einrichtung. Der OPW bestand vom 1. Juli 1964 bis zum 31. August 1990 und war eine Unterorganisation des Rates für gegenseitige Wirtschaftshilfe (RGW). Er war kein Teil der 1956 in Sofia gegründeten OSShD.

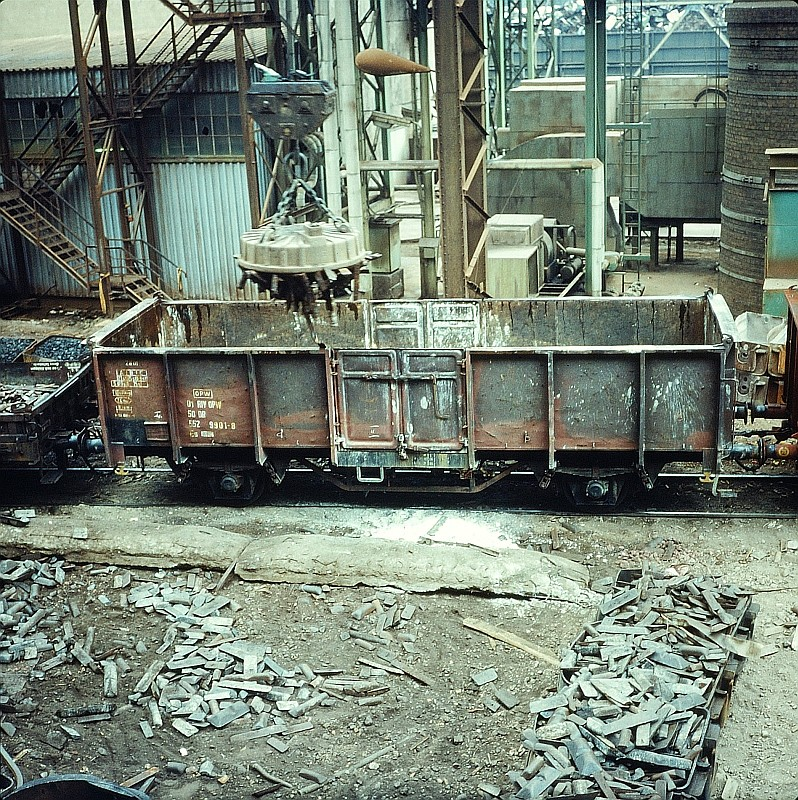
Güterwagen der Deutschen Reichsbahn mit OPW-Kennzeichnung

Die Deutsche Reichsbahn (DR) war im OPW genauso Mitglied wie die anderen Eisenbahngesellschaften der europäischen RGW-Mitgliedsländer Bulgarien, Ungarn, Polen, Rumänien, UdSSR und ČSSR.
Der OPW diente der Verwaltung von 240.000 in den Güterwagenpark eingebrachten Güterwaggons der Spurweite 1435 mm im Eisenbahnverkehr der sozialistischen Länder. Insbesondere sollten Leerläufe im internationalen und Binnenverkehr vermindert werden.
Oberstes Organ des OPW war der Rat des Gemeinsamen Güterwagenparks, ausführendes Organ des Rats das Betriebsbüro
des OPW mit Sitz in Prag. Dort arbeiteten etwa 30 delegierte Eisenbahner aller Mitgliedsländer unter Leitung eines Direktors, der immer der Tschechoslowakischen Staatsbahn ČSD angehörte. Der Rat des Gemeinsamen Güterwagenparks wurde von den Leitern der Staatsbahnen der Mitgliedsländer gebildet. Eine Zusammenarbeit mit dem einen ähnlichen Zweck verfolgenden RIV-EUROP-Güterwagenpark der Westeuropäischen Eisenbahnen bestand offiziell nicht.
Jeder Mitgliedsstaat brachte ein bestimmtes Kontingent an Güterwagen ein, so z. B. die Deutsche Reichsbahn 10.000 gedeckte Waggons, diese Wagen waren besonders gekennzeichnet. Diese Güterwagen konnten frei innerhalb der Mitgliedsländer ausgetauscht werden, innerhalb des Kontingents der jeweiligen Bahn. Wurde das Kontingent überschritten, mussten Waggons wieder zurückgeführt werden, anderenfalls drohten hohe Strafgebühren, abgerechnet in Transferrubel.
Der gemeinsame Park bestand aus gedeckten und offenen zwei- und vierachsigen Güterwagen mit der Spurweite von 1435 mm. Alle Wagen trugen auf der linken Seite über der (ab 1968 zwölfstelligen) UIC-Wagennummer das umrahmte Kurzzeichen OPW.
Die Bauart der Wagen musste entsprechend DV 771 Ausgabe 1966, §33 folgenden technischen Bedingungen entsprechen. Die Wagen durften z. B. nicht vor 1950 gebaut worden sein. Sie müssen aus Stahl bestehen und geschweißt sein, Rollenlager besitzen und eine zulässige Geschwindigkeit von mindestens 100 km/h haben. Sie müssen mit elastischen Puffereinrichtungen ausgerüstet sein, die eine maximale Druckbeanspruchung von mindestens 32 t aushalten und eine Arbeit von mindestens 50 % absorbieren. Die Wagen müssen eine Zugeinrichtung mit einer Schraubenkupplung und einer Zugfestigkeit von mindestens 85 t an den Kupplungen und von 100 t an den Zughaken und Zugstangen haben. Die Bremseinrichtung der Wagen muss bestehen aus einer unter Druck pneumatischen arbeitenden Bremsvorrichtung, einem Steuerventil mit einem System für 3 Drücke, einem Bremsgestängesteller und Lastwechsel. 20 % der Wagen des Gemeinsamen Parks müssen eine Handbremse haben, Die Wagen müssen den in Anlage 5 PPW und im Abschnitt VII RIV dargestellten Bedingungen und Forderungen entsprechen. Die Wagen müssen mit den Zeichen MC und RIV versehen sein. Die Wagenkonstruktion muss das Ablassen der Wagen von Ablaufbergen gestatten. Die offenen Wagen müssen das Entladen über die Stirnklappen auf Kippern gestatten. Die Mindest-Tragfähigkeit und nutzbarer Rauminhalt sind für die zwei- und vierachsigen offenen und gedeckten Wagen festgelegt.
Für die Übergangszeit bis 1970 konnten Wagen eingebracht werden, die nicht im vollen Umfang den vorgenannten Bedingungen entsprachen.
Folgende Wagengattungen stellten die Bahnverwaltungen als Erstausstattung ein:
- Bahnverwaltung – nationales Gattungszeichen (entsprechende DR-Gattung)
- BDZ	F (GG), F2 (Gms), I2 (Om)
- MÁV	Gzr (Gms), Gze (Gms), Gye (Gmms), Kzm (Om), Ky (Omm)
- DR	GGrh 15, Gmh 11, Gmm 14, Ommu 39/43, Ommu 42, Ommu 44
- PKP	Kddt (Gm), Kddet (Gms), Kddett (Gms), Wddo (Om), Wddoh (Om)
- CFR	GV (Gmms), IT (Omms)
- SZD 	Gm
- CSD	Zsa (GG), Ztr (Gmm), Zt (Gm), Vtr (Omm)

Diese Güterwagen entsprachen zwar den internationalen Bedingungen, waren aber nach historisch bedingten, innerhalb der einzelnen Länder festgelegten Anforderungen gebaut.
Die Wagen blieben Eigentum der Eisenbahnverwaltung, die sie eingebracht hatte. Die OPW-Wagen waren vorrangig für den internationalen Verkehr zwischen den beteiligten sozialistischen Ländern zu verwenden. Die planmäßigen Untersuchungen der Wagen nach Ablauf der vorgesehenen Fristen nahm die Eigentumsbahn auf eigene Kosten vor. Wartung und Unterhaltung oblagen den Eisenbahnverwaltungen, die den Wagen jeweils benutzten.
Alle Fragen, die den Gemeinsamen Güterwagenpark betrafen, waren in den OPW-Vorschriften (gültig ab 1. Januar 1965 bzw. 1. Juni 1966) geklärt. Bei der DR wurden sie als Dienstvorschrift DV 771, ab 1. Mai 1984 als DV 516 eingeführt.